# گودرون بروست
گودرون بروست (سوئدی: Gudrun Brost؛ ‏ ۶ آوریل ۱۹۱۰ – ۲۸ ژوئن ۱۹۹۳) هنرپیشه اهل سوئد بود.
از فیلم‌ها یا برنامه‌های تلویزیونی که وی در آن نقش داشته‌است، می‌توان به مهر هفتم، خاک‌اره و پولک، بمبی بیت و من، تابو و چشمه باکره اشاره کرد.